# Velike Češnjice
Velike Češnjice este o localitate din comuna Ivančna Gorica, Slovenia, cu o populație de 185 de locuitori.